# Luci Sexti Sextí Laterà
Luci Sext Sextí Laterà (llatí: Lucius Sextius Sex. f. N. n. Sextinus Lateranus) va ser un magistrat romà que formava part de la gens Sèxtia, una família romana d'origen plebeu.
Va ser amic i partidari de Gai Licini Calvus Estoló quan aquest va voler aconseguir el consolat pels plebeus. Va ser col·lega de Licini com a tribú de la plebs de l'any 376 aC al 367 aC) i va aconseguir fer aprovar les anomenades lleis Licínies Sèxties l'any 367 aC.
El 366 aC va ser elegit cònsol, càrrec que per primera vegada ocupava un plebeu. No es coneix cap altre Laterà de la família Sèxtia sota la República, però va tornar a sorgir en els temps de l'Imperi: els fastos esmenten un Tit Sexti Magi Laterà, cònsol l'any 94, i dos Tit Sexti Laterà, un cònsol l'any 154 i l'altre cònsol l'any 197.